# Vòng loại Giải vô địch bóng đá thế giới 2022 – Khu vực châu Á (Vòng 3)
Các trận đấu thuộc vòng 3 của vòng loại Giải vô địch bóng đá thế giới 2022 khu vực châu Á diễn ra từ ngày 2 tháng 9 năm 2021 đến ngày 29 tháng 3 năm 2022.

## Thể thức
12 đội tuyển giành quyền tham dự từ vòng 2 (7 đội nhất bảng ngoại trừ Qatar và 5 đội nhì bảng có thành tích tốt nhất) được chia thành hai bảng, mỗi bảng có sáu đội. Các đội trong mỗi bảng thi đấu theo thể thức vòng tròn hai lượt trên sân nhà và sân khách . Hai đội đứng đầu mỗi bảng giành quyền tham dự vòng chung kết Giải vô địch bóng đá thế giới 2022, trong khi hai đội đứng thứ ba sẽ lọt vào vòng 4. Đội chủ nhà Qatar trước đó đã được đặc cách vượt qua vòng loại nhưng phải thi đấu ở vòng 2 để giành suất tham dự vòng chung kết Cúp bóng đá châu Á 2023, nên được miễn tham dự vòng 3 dù họ đứng nhất bảng E ở vòng 2.

## Các đội tuyển giành quyền tham dự
| Bảng (vòng 2) | Đội nhất    | Đội nhì (5 đội tốt nhất) |
| ------------- | ----------- | ------------------------ |
| A             | Syria       | Trung Quốc               |
| B             | Úc          | —                        |
| C             | Iran        | Iraq                     |
| D             | Ả Rập Xê Út | —                        |
| E             | Qatar       | Oman                     |
| F             | Nhật Bản    | —                        |
| G             | UAE         | Việt Nam                 |
| H             | Hàn Quốc    | Liban                    |

## Bốc thăm và hạt giống
Lễ bốc thăm vòng 3 được tổ chức vào ngày 1 tháng 7 năm 2021 lúc 15:00 MST (UTC+8), ở Kuala Lumpur, Malaysia.
Các hạt giống cho lễ bốc thăm được dựa trên một bản phát hành đặc biệt của bảng xếp hạng FIFA cho các đội tuyển châu Á vào ngày 18 tháng 6 năm 2021. Mỗi bảng bao gồm một đội từ mỗi nhóm trong sáu nhóm khác nhau. Lịch thi đấu của mỗi bảng sẽ được tự động quyết định dựa trên nhóm tương ứng của mỗi đội.
Lưu ý: Các đội tuyển in đậm vượt qua vòng loại để tham dự World Cup 2022. Các đội tuyển in nghiêng giành quyền tham dự vòng 4.
| Nhóm 1                          | Nhóm 2                      | Nhóm 3                          |
| ------------------------------- | --------------------------- | ------------------------------- |
| 1. Nhật Bản (24) 2. Iran (26)   | 1. Úc (35) 2. Hàn Quốc (36) | 1. Ả Rập Xê Út (61) 2. UAE (68) |
| Nhóm 4                          | Nhóm 5                      | Nhóm 6                          |
| 1. Iraq (70) 2. Trung Quốc (71) | 1. Oman (79) 2. Syria (80)  | 1. Việt Nam (92) 2. Liban (98)  |

## Lịch thi đấu
Do đại dịch COVID-19 tại châu Á, vào ngày 12 tháng 8 năm 2020, FIFA thông báo các trận đấu vòng loại sắp tới dự kiến tố chức vào năm 2020 đã được chuyển sang năm 2021 và vào ngày 11 tháng 11, Ủy ban thi đấu AFC cũng thông báo rằng vòng cuối cùng của vòng loại khu vực châu Á sẽ bắt đầu vào tháng 9 năm 2021 và kết thúc vào tháng 3 năm 2022.
| Lượt đấu    | Ngày                 | Ngày ban đầu         |
| ----------- | -------------------- | -------------------- |
| Lượt đấu 1  | 2 tháng 9 năm 2021   | 3 tháng 9 năm 2020   |
| Lượt đấu 2  | 7 tháng 9 năm 2021   | 8 tháng 9 năm 2020   |
| Lượt đấu 3  | 7 tháng 10 năm 2021  | 13 tháng 10 năm 2020 |
| Lượt đấu 4  | 12 tháng 10 năm 2021 | 12 tháng 11 năm 2020 |
| Lượt đấu 5  | 11 tháng 11 năm 2021 | 17 tháng 11 năm 2020 |
| Lượt đấu 6  | 16 tháng 11 năm 2021 | 25 tháng 3 năm 2021  |
| Lượt đấu 7  | 27 tháng 1 năm 2022  | 30 tháng 3 năm 2021  |
| Lượt đấu 8  | 1 tháng 2 năm 2022   | 8 tháng 6 năm 2021   |
| Lượt đấu 9  | 24 tháng 3 năm 2022  | 7 tháng 9 năm 2021   |
| Lượt đấu 10 | 29 tháng 3 năm 2022  | 12 tháng 10 năm 2021 |

## Các bảng đấu

### Bảng A
| VT | Đội      | ST | T | H | B | BT | BB | HS  | Đ  | Giành quyền tham dự |     |     |     |     |     |     |     |
| -- | -------- | -- | - | - | - | -- | -- | --- | -- | ------------------- | --- | --- | --- | --- | --- | --- | --- |
| 1  | Iran     | 10 | 8 | 1 | 1 | 15 | 4  | +11 | 25 | FIFA World Cup 2022 |     |     | 1–1 | 1–0 | 1–0 | 1–0 | 2–0 |
| 2  | Hàn Quốc | 10 | 7 | 2 | 1 | 13 | 3  | +10 | 23 | FIFA World Cup 2022 |     | 2–0 |     | 1–0 | 0–0 | 2–1 | 1–0 |
| 3  | UAE      | 10 | 3 | 3 | 4 | 7  | 7  | 0   | 12 | Vòng 4              |     | 0–1 | 1–0 |     | 2–2 | 2–0 | 0–0 |
| 4  | Iraq     | 10 | 1 | 6 | 3 | 6  | 12 | −6  | 9  |                     |     | 0–3 | 0–3 | 1–0 |     | 1–1 | 0–0 |
| 5  | Syria    | 10 | 1 | 3 | 6 | 9  | 16 | −7  | 6  |                     | 0–3 | 0–2 | 1–1 | 1–1 |     | 2–3 |     |
| 6  | Liban    | 10 | 1 | 3 | 6 | 5  | 13 | −8  | 6  |                     | 1–2 | 0–1 | 0–1 | 1–1 | 0–3 |     |     |

| Hàn Quốc | 0–0                            | Iraq |
| -------- | ------------------------------ | ---- |
|          | Chi tiết (FIFA) Chi tiết (AFC) |      |

| Iran            | 1–0                            | Syria |
| --------------- | ------------------------------ | ----- |
| Jahanbakhsh 56' | Chi tiết (FIFA) Chi tiết (AFC) |       |

| UAE | 0–0                            | Liban |
| --- | ------------------------------ | ----- |
|     | Chi tiết (FIFA) Chi tiết (AFC) |       |

| Syria          | 1–1                            | UAE            |
| -------------- | ------------------------------ | -------------- |
| - Al Baher 64' | Chi tiết (FIFA) Chi tiết (AFC) | - Mabkhout 12' |

| Hàn Quốc              | 1–0                            | Liban |
| --------------------- | ------------------------------ | ----- |
| - Kwon Chang-hoon 60' | Chi tiết (FIFA) Chi tiết (AFC) |       |

| Iraq | 0–3                            | Iran                                           |
| ---- | ------------------------------ | ---------------------------------------------- |
|      | Chi tiết (FIFA) Chi tiết (AFC) | - Jahanbakhsh 3' - Taremi 69' - Gholizadeh 90' |

| Hàn Quốc                              | 2–1                            | Syria       |
| ------------------------------------- | ------------------------------ | ----------- |
| Hwang In-beom 48' · Son Heung-min 89' | Chi tiết (FIFA) Chi tiết (AFC) | Khribin 84' |

| UAE | 0–1                            | Iran       |
| --- | ------------------------------ | ---------- |
|     | Chi tiết (FIFA) Chi tiết (AFC) | Taremi 70' |

| Iraq | 0–0                            | Liban |
| ---- | ------------------------------ | ----- |
|      | Chi tiết (FIFA) Chi tiết (AFC) |       |

| Iran              | 1–1                            | Hàn Quốc            |
| ----------------- | ------------------------------ | ------------------- |
| - Jahanbakhsh 76' | Chi tiết (FIFA) Chi tiết (AFC) | - Son Heung-min 48' |

| UAE                         | 2–2                            | Iraq                                |
| --------------------------- | ------------------------------ | ----------------------------------- |
| - Caio 34' - Mabkhout 90+4' | Chi tiết (FIFA) Chi tiết (AFC) | - Al-Attas 74' (l.n.) - Hussein 89' |

| Syria                        | 2–3                            | Liban                           |
| ---------------------------- | ------------------------------ | ------------------------------- |
| - Kharbin 20' - Al Somah 64' | Chi tiết (FIFA) Chi tiết (AFC) | - Kdouh 45+1', 45+3' - Saad 53' |

| Hàn Quốc                     | 1–0                            | UAE |
| ---------------------------- | ------------------------------ | --- |
| - Hwang Hee-chan 36' (ph.đ.) | Chi tiết (FIFA) Chi tiết (AFC) |     |

| Iraq                    | 1–1                            | Syria          |
| ----------------------- | ------------------------------ | -------------- |
| - Al-Ammari 86' (ph.đ.) | Chi tiết (FIFA) Chi tiết (AFC) | - Al Somah 79' |

| Liban        | 1–2                            | Iran                         |
| ------------ | ------------------------------ | ---------------------------- |
| - Hassan 37' | Chi tiết (FIFA) Chi tiết (AFC) | - Azmoun 90+1' - Ahmad 90+5' |

| Iraq | 0–3                            | Hàn Quốc                                                             |
| ---- | ------------------------------ | -------------------------------------------------------------------- |
|      | Chi tiết (FIFA) Chi tiết (AFC) | - Lee Jae-sung 33' - Son Heung-min 74' (ph.đ.) - Jeong Woo-yeong 79' |

| Syria | 0–3                            | Iran                                                |
| ----- | ------------------------------ | --------------------------------------------------- |
|       | Chi tiết (FIFA) Chi tiết (AFC) | - Azmoun 33' - Hajsafi 42' (ph.đ.) - Gholizadeh 89' |

| Liban | 0–1                            | UAE                  |
| ----- | ------------------------------ | -------------------- |
|       | Chi tiết (FIFA) Chi tiết (AFC) | Mabkhout 85' (ph.đ.) |

| Liban | 0–1                            | Hàn Quốc             |
| ----- | ------------------------------ | -------------------- |
|       | Chi tiết (FIFA) Chi tiết (AFC) | - Cho Gue-sung 45+1' |

| Iran       | 1–0                            | Iraq |
| ---------- | ------------------------------ | ---- |
| Taremi 48' | Chi tiết (FIFA) Chi tiết (AFC) |      |

| UAE                          | 2–0                            | Syria |
| ---------------------------- | ------------------------------ | ----- |
| Canedo 43' · Al Ghassani 70' | Chi tiết (FIFA) Chi tiết (AFC) |       |

| Liban         | 1–1                            | Iraq          |
| ------------- | ------------------------------ | ------------- |
| - Sabra 45+2' | Chi tiết (FIFA) Chi tiết (AFC) | - Hussein 40' |

| Syria | 0–2                            | Hàn Quốc                               |
| ----- | ------------------------------ | -------------------------------------- |
|       | Chi tiết (FIFA) Chi tiết (AFC) | - Kim Jin-su 53' - Kwon Chang-hoon 71' |

| Iran         | 1–0                            | UAE |
| ------------ | ------------------------------ | --- |
| - Taremi 44' | Chi tiết (FIFA) Chi tiết (AFC) |     |

| Hàn Quốc                                   | 2–0                            | Iran |
| ------------------------------------------ | ------------------------------ | ---- |
| - Son Heung-min 45+2' - Kim Young-gwon 63' | Chi tiết (FIFA) Chi tiết (AFC) |      |

| Liban | 0–3                            | Syria                                                  |
| ----- | ------------------------------ | ------------------------------------------------------ |
|       | Chi tiết (FIFA) Chi tiết (AFC) | - Al Dali 14' - Mardikian 38' (ph.đ.) - Al Marmour 44' |

| Iraq           | 1–0                            | UAE |
| -------------- | ------------------------------ | --- |
| - Al-Saedi 53' | Chi tiết (FIFA) Chi tiết (AFC) |     |

| Iran                           | 2–0                            | Liban |
| ------------------------------ | ------------------------------ | ----- |
| - Azmoun 35' - Jahanbakhsh 72' | Chi tiết (FIFA) Chi tiết (AFC) |       |

| UAE             | 1–0                            | Hàn Quốc |
| --------------- | ------------------------------ | -------- |
| - Al-Maazmi 54' | Chi tiết (FIFA) Chi tiết (AFC) |          |

| Syria        | 1–1                            | Iraq          |
| ------------ | ------------------------------ | ------------- |
| - Al Dali 3' | Chi tiết (FIFA) Chi tiết (AFC) | - Hussein 31' |

### Bảng B
| VT | Đội         | ST | T | H | B | BT | BB | HS  | Đ  | Giành quyền tham dự |     |     |     |     |     |     |     |
| -- | ----------- | -- | - | - | - | -- | -- | --- | -- | ------------------- | --- | --- | --- | --- | --- | --- | --- |
| 1  | Ả Rập Xê Út | 10 | 7 | 2 | 1 | 12 | 6  | +6  | 23 | FIFA World Cup 2022 |     |     | 1–0 | 1–0 | 1–0 | 3–2 | 3–1 |
| 2  | Nhật Bản    | 10 | 7 | 1 | 2 | 12 | 4  | +8  | 22 | FIFA World Cup 2022 |     | 2–0 |     | 2–1 | 0–1 | 2–0 | 1–1 |
| 3  | Úc          | 10 | 4 | 3 | 3 | 15 | 9  | +6  | 15 | Vòng 4              |     | 0–0 | 0–2 |     | 3–1 | 3–0 | 4–0 |
| 4  | Oman        | 10 | 4 | 2 | 4 | 11 | 10 | +1  | 14 |                     |     | 0–1 | 0–1 | 2–2 |     | 2–0 | 3–1 |
| 5  | Trung Quốc  | 10 | 1 | 3 | 6 | 9  | 19 | −10 | 6  |                     | 1–1 | 0–1 | 1–1 | 1–1 |     | 3–2 |     |
| 6  | Việt Nam    | 10 | 1 | 1 | 8 | 8  | 19 | −11 | 4  |                     | 0–1 | 0–1 | 0–1 | 0–1 | 3–1 |     |     |

| Nhật Bản | 0–1                            | Oman           |
| -------- | ------------------------------ | -------------- |
|          | Chi tiết (FIFA) Chi tiết (AFC) | - Al-Sabhi 88' |

| Úc                                    | 3–0                            | Trung Quốc |
| ------------------------------------- | ------------------------------ | ---------- |
| Mabil 24' · Martin 26' · Mitchell 70' | Chi tiết (FIFA) Chi tiết (AFC) |            |

| Ả Rập Xê Út                                                         | 3–1                            | Việt Nam              |
| ------------------------------------------------------------------- | ------------------------------ | --------------------- |
| S. Al-Dawsari 55' (ph.đ.) · Al-Shahrani 67' · Al-Shehri 80' (ph.đ.) | Chi tiết (FIFA) Chi tiết (AFC) | - Nguyễn Quang Hải 3' |

| Trung Quốc | 0–1                            | Nhật Bản    |
| ---------- | ------------------------------ | ----------- |
|            | Chi tiết (FIFA) Chi tiết (AFC) | - Osako 40' |

| Việt Nam | 0–1                            | Úc          |
| -------- | ------------------------------ | ----------- |
|          | Chi tiết (FIFA) Chi tiết (AFC) | - Rhyan 43' |

| Oman | 0–1                            | Ả Rập Xê Út     |
| ---- | ------------------------------ | --------------- |
|      | Chi tiết (FIFA) Chi tiết (AFC) | - Al-Shehri 42' |

| Ả Rập Xê Út       | 1–0                            | Nhật Bản |
| ----------------- | ------------------------------ | -------- |
| - Al-Buraikan 71' | Chi tiết (FIFA) Chi tiết (AFC) |          |

| Úc                                | 3–1                            | Oman           |
| --------------------------------- | ------------------------------ | -------------- |
| - Mabil 9' - Boyle 49' - Duke 89' | Chi tiết (FIFA) Chi tiết (AFC) | - Al-Alawi 28' |

| Trung Quốc                               | 3–2                            | Việt Nam                                |
| ---------------------------------------- | ------------------------------ | --------------------------------------- |
| - Trương Vũ Ninh 53' - Vũ Lỗi 75', 90+5' | Chi tiết (FIFA) Chi tiết (AFC) | - Hồ Tấn Tài 80' - Nguyễn Tiến Linh 90' |

| Nhật Bản                        | 2–1                            | Úc            |
| ------------------------------- | ------------------------------ | ------------- |
| - Tanaka 8' - Behich 85' (l.n.) | Chi tiết (FIFA) Chi tiết (AFC) | - Hrustic 69' |

| Ả Rập Xê Út                           | 3–2                            | Trung Quốc                 |
| ------------------------------------- | ------------------------------ | -------------------------- |
| - Al-Najei 15', 38' - Al-Buraikan 72' | Chi tiết (FIFA) Chi tiết (AFC) | - Aloísio 46' - Ngô Hy 87' |

| Oman                                                      | 3–1                            | Việt Nam               |
| --------------------------------------------------------- | ------------------------------ | ---------------------- |
| - Al Sabhi 45+1' - Al-Khaldi 49' - Al-Yahyaei 63' (ph.đ.) | Chi tiết (FIFA) Chi tiết (AFC) | - Nguyễn Tiến Linh 39' |

| Úc | 0–0                            | Ả Rập Xê Út |
| -- | ------------------------------ | ----------- |
|    | Chi tiết (FIFA) Chi tiết (AFC) |             |

| Trung Quốc   | 1–1                            | Oman            |
| ------------ | ------------------------------ | --------------- |
| - Vũ Lỗi 21' | Chi tiết (FIFA) Chi tiết (AFC) | - Al-Harthi 75' |

| Việt Nam | 0–1                            | Nhật Bản  |
| -------- | ------------------------------ | --------- |
|          | Chi tiết (FIFA) Chi tiết (AFC) | - Ito 17' |

| Trung Quốc           | 1–1                            | Úc         |
| -------------------- | ------------------------------ | ---------- |
| - Vũ Lỗi 70' (ph.đ.) | Chi tiết (FIFA) Chi tiết (AFC) | - Duke 38' |

| Oman | 0–1                            | Nhật Bản  |
| ---- | ------------------------------ | --------- |
|      | Chi tiết (FIFA) Chi tiết (AFC) | - Ito 81' |

| Việt Nam | 0–1                            | Ả Rập Xê Út   |
| -------- | ------------------------------ | ------------- |
|          | Chi tiết (FIFA) Chi tiết (AFC) | Al-Shehri 31' |

| Úc                                                      | 4–0                            | Việt Nam |
| ------------------------------------------------------- | ------------------------------ | -------- |
| - Maclaren 30' - Rogić 45+2' - Goodwin 72' - McGree 76' | Chi tiết (FIFA) Chi tiết (AFC) |          |

| Nhật Bản                      | 2–0                            | Trung Quốc |
| ----------------------------- | ------------------------------ | ---------- |
| - Osako 13' (ph.đ.) - Ito 61' | Chi tiết (FIFA) Chi tiết (AFC) |            |

| Ả Rập Xê Út     | 1–0                            | Oman |
| --------------- | ------------------------------ | ---- |
| Al-Buraikan 48' | Chi tiết (FIFA) Chi tiết (AFC) |      |

| Nhật Bản                 | 2–0                            | Ả Rập Xê Út |
| ------------------------ | ------------------------------ | ----------- |
| - Minamino 32' - Ito 50' | Chi tiết (FIFA) Chi tiết (AFC) |             |

| Việt Nam                                                  | 3–1                            | Trung Quốc     |
| --------------------------------------------------------- | ------------------------------ | -------------- |
| - Hồ Tấn Tài 9' - Nguyễn Tiến Linh 16' - Phan Văn Đức 76' | Chi tiết (FIFA) Chi tiết (AFC) | - Từ Tân 90+7' |

| Oman                     | 2–2                            | Úc                                |
| ------------------------ | ------------------------------ | --------------------------------- |
| - Fawaz 54', 89' (ph.đ.) | Chi tiết (FIFA) Chi tiết (AFC) | - Maclaren 15' (ph.đ.) - Mooy 79' |

| Úc | 0–2                            | Nhật Bản            |
| -- | ------------------------------ | ------------------- |
|    | Chi tiết (FIFA) Chi tiết (AFC) | - Mitoma 89', 90+3' |

| Việt Nam | 0–1                            | Oman           |
| -------- | ------------------------------ | -------------- |
|          | Chi tiết (FIFA) Chi tiết (AFC) | - Al-Hajri 65' |

| Trung Quốc                  | 1–1                            | Ả Rập Xê Út           |
| --------------------------- | ------------------------------ | --------------------- |
| - Chu Thần Kiệt 82' (ph.đ.) | Chi tiết (FIFA) Chi tiết (AFC) | - Saleh Al-Shehri 48' |

| Nhật Bản      | 1–1                            | Việt Nam                |
| ------------- | ------------------------------ | ----------------------- |
| - Yoshida 54' | Chi tiết (FIFA) Chi tiết (AFC) | - Nguyễn Thanh Bình 19' |

| Oman                       | 2–0                            | Trung Quốc |
| -------------------------- | ------------------------------ | ---------- |
| - Al-Alawi 12' - Fawaz 74' | Chi tiết (FIFA) Chi tiết (AFC) |            |

| Ả Rập Xê Út              | 1–0                            | Úc |
| ------------------------ | ------------------------------ | -- |
| - Al-Dawsari 65' (ph.đ.) | Chi tiết (FIFA) Chi tiết (AFC) |    |

## Thống kê

### Cầu thủ ghi bàn
Đã có 122 bàn thắng ghi được trong 59 trận đấu, trung bình 2.07 bàn thắng mỗi trận đấu.
4 bàn thắng
- Vũ Lỗi
- Alireza Jahanbakhsh
- Mehdi Taremi
- Ito Junya
- Saleh Al-Shehri
- Son Heung-min

3 bàn thắng
- Mitchell Duke
- Sardar Azmoun
- Aymen Hussein
- Abdullah Fawaz
- Firas Al-Buraikan
- Ali Mabkhout
- Nguyễn Tiến Linh

2 bàn thắng
- Awer Mabil
- Jamie Maclaren
- Martin Boyle
- Ali Gholizadeh
- Mitoma Kaoru
- Osako Yuya
- Mohamad Kdouh
- Soony Saad
- Issam Al-Sabhi
- Salem Al-Dawsari
- Sami Al-Najei
- Kwon Chang-hoon
- Alaa Al Dali
- Omar Al Somah
- Omar Khribin
- Caio Canedo Corrêa
- Hồ Tấn Tài

1 bàn thắng
- Craig Goodwin
- Rhyan Grant
- Ajdin Hrustic
- Riley McGree
- Aaron Mooy
- Tom Rogić
- Aloísio
- Ngô Hy
- Từ Tân
- Trương Vũ Ninh
- Chu Thần Kiệt
- Ehsan Hajsafi
- Ahmad Nourollahi
- Amir Al-Ammari
- Hussein Ali Al-Saedi
- Minamino Takumi
- Tanaka Ao
- Maya Yoshida
- Maher Sabra
- Arshad Al-Alawi
- Rabia Al-Alawi
- Khalid Al-Hajri
- Amjad Al-Harthi
- Mohsin Al-Khaldi
- Salaah Al-Yahyaei
- Yasser Al-Shahrani
- Cho Gue-sung
- Hwang Hee-chan
- Hwang In-beom
- Jeong Woo-yeong
- Kim Jin-su
- Kim Young-gwon
- Lee Jae-sung
- Mahmoud Al Baher
- Mohammad Al Marmour
- Mardik Mardikian
- Yahya Al Ghassani
- Harib Al-Maazmi
- Nguyễn Quang Hải
- Nguyễn Thanh Bình
- Phan Văn Đức

1 bàn phản lưới nhà
- Aziz Behich (trong trận gặp Nhật Bản)
- Mohammed Al Attas (trong trận gặp Iraq)

### Kỷ luật
Một cầu thủ ngay lập tức bị treo giò trong trận đấu tiếp theo nếu phải nhận một trong các hình phạt sau:
- Nhận 1 thẻ đỏ (số trận bị treo giò vì thẻ đỏ có thể nhiều hơn nếu là lỗi vi phạm nghiêm trọng)
- Nhận 2 thẻ vàng trong 2 trận đấu khác nhau ở vòng loại; thẻ vàng bị xóa sau khi kết thúc lượt trận bị treo giò (điều này không được áp dụng đến bất kỳ trận đấu quốc tế nào khác trong tương lai)

Các quyết định kỷ luật sau đây đã được thực hiện trong suốt giải đấu:
| Cầu thủ             | Vi phạm                                                                    | Đình chỉ                                              |
| ------------------- | -------------------------------------------------------------------------- | ----------------------------------------------------- |
| Đỗ Duy Mạnh         | trong trận đấu bảng B v Ả Rập Xê Út (lượt trận 1; 2 tháng 9 năm 2021)      | Bảng B v Úc (lượt trận 2; 7 tháng 9 năm 2021)         |
| Ngô Hy              | trong trận đấu bảng A v Maldives (lượt trận 1 vòng 2; 10 tháng 9 năm 2019) | Bảng B v Việt Nam (lượt trận 3; 7 tháng 10 năm 2021)  |
| Ngô Hy              | trong trận đấu bảng B v Nhật Bản (lượt trận 2; 7 tháng 9 năm 2021)         | Bảng B v Việt Nam (lượt trận 3; 7 tháng 10 năm 2021)  |
| Alireza Jahanbakhsh | trong trận đấu bảng C v Iraq (lượt trận 10 vòng 2; 15 tháng 6 năm 2021)    | Bảng A v UAE (lượt trận 3; 7 tháng 10 năm 2021)       |
| Alireza Jahanbakhsh | trong trận đấu bảng A v Iraq (lượt trận 2; 7 tháng 9 năm 2021)             | Bảng A v UAE (lượt trận 3; 7 tháng 10 năm 2021)       |
| Quế Ngọc Hải        | trong trận đấu bảng B v Oman (lượt trận 4; 12 tháng 10 năm 2021)           | Bảng B v Úc (lượt trận 7; 27 tháng 1 năm 2022)        |
| Quế Ngọc Hải        | trong trận đấu bảng B v Ả Rập Xê Út (lượt trận 6; 16 tháng 11 năm 2021)    | Bảng B v Úc (lượt trận 7; 27 tháng 1 năm 2022)        |
| Nguyễn Tuấn Anh     | trong trận đấu bảng B v Nhật Bản (lượt trận 5; 11 tháng 11 năm 2021)       | Bảng B v Úc (lượt trận 7; 27 tháng 1 năm 2022)        |
| Nguyễn Tuấn Anh     | trong trận đấu bảng B v Ả Rập Xê Út (lượt trận 6; 16 tháng 11 năm 2021)    | Bảng B v Úc (lượt trận 7; 27 tháng 1 năm 2022)        |
| Ajdin Hrustic       | trong trận đấu bảng B v Việt Nam (lượt trận 2; 7 tháng 9 năm 2021)         | Bảng B v Việt Nam (lượt trận 7; 27 tháng 1 năm 2022)  |
| Ajdin Hrustic       | trong trận đấu bảng B v Trung Quốc (lượt trận 6; 16 tháng 11 năm 2021)     | Bảng B v Việt Nam (lượt trận 7; 27 tháng 1 năm 2022)  |
| Sadegh Moharrami    | trong trận đấu bảng A v UAE (lượt trận 8; 1 tháng 2 năm 2022)              | Bảng A v Hàn Quốc (lượt trận 9; 24 tháng 3 năm 2022)  |
| Nguyễn Thành Chung  | trong trận đấu bảng B v Ả Rập Xê Út (lượt trận 6; 16 tháng 11 năm 2021)    | Bảng B v Nhật Bản (lượt trận 10; 29 tháng 3 năm 2022) |
| Nguyễn Thành Chung  | trong trận đấu bảng B v Oman (lượt trận 9; 24 tháng 3 năm 2022)            | Bảng B v Nhật Bản (lượt trận 10; 29 tháng 3 năm 2022) |